# Emanuel Pârvu
Emanuel Pârvu (Bucarest, 12 febbraio 1979) è un attore, regista e sceneggiatore rumeno.

## Biografia
Nativo di Bucarest, ha cominciato a recitare a teatro da giovane. Si è laureato all'Università nazionale d'arte teatrale e cinematografica Ion Luca Caragiale. Dopo una parentesi televisiva, si è dedicato al cinema recitando dal 2009 in alcuni tra i film d'autore più apprezzati del suo Paese come Un padre, una figlia di Cristian Mungiu.
Ha esordito alla regia di un lungometraggio nel 2017 con Meda sau Partea nu prea fericită a lucrurilor, premiato al Festival internazionale del cinema di Sarajevo, a cui ha fatto seguire Marocco (2021), presentato al Festival internazionale del cinema di San Sebastián. Nel 2024 col suo terzo lungometraggio, Trei kilometri până la capătul lumii, ha concorso per la Palma d'oro al Festival di Cannes.

## Filmografia parziale

### Attore

#### Cinema
- Detonator - Gioco mortale (The Detonator), regia di Leong Po-chih (2006)
- The Commander (Second in Command), regia di Simon Fellows (2006)
- Shadow Man - Il triangolo del terrore (Shadow Man), regia di Michael Keusch (2006)
- Attack Force - La morte negli occhi (Attack Force), regia di Michael Keusch (2006)
- La leggenda della visita ufficiale (Legenda activistului în inspecție), episodio di Racconti dell'età dell'oro (Amintiri din epoca de aur), regia di Ioana Uricaru (2009)
- Un padre, una figlia (Bacalaureat), regia di Cristian Mungiu (2016)
- Fixeur, regia di Adrian Sitaru (2016)
- Miracle - Storia di destini incrociati (Miracol), regia di Bogdan George Apetri (2021)

#### Televisione
- Ceneri alle ceneri - Pumpkinhead 3 (Pumpkinhead: Ashes to Ashes), regia di Jake West – film TV (2006)
- Hackerville – serie TV, 4 episodi (2018)

### Regista e sceneggiatore
- Meda sau Partea nu prea fericită a lucrurilor (2017)
- Marocco (2021)
- Trei kilometri până la capătul lumii (2024)

## Doppiatori italiani
Nelle versioni in italiano dei suoi film, Emanuel Pârvu è stato doppiato da:
- Francesco Sechi in Un padre, una figlia
- Simone Mori in Attack Force - La morte negli occhi
- Vittorio De Angelis in Shadow Man - Il triangolo del terrore